# Taxe sur la valeur ajoutée en France
 (décembre 2011).
La taxe sur la valeur ajoutée ou TVA est un impôt indirect sur la consommation. Cet impôt a été inventé par le haut fonctionnaire Maurice Lauré et institué par la loi du 10 avril 1954. 
La TVA a ensuite été mise en place dans de nombreux pays, notamment au sein des États membres de l'Union européenne, ce qui conduit alors à parler de TVA dans l'Union européenne. Une grande partie aboutit dans les caisses de l'État, l'autre dans celles de l'Union européenne depuis la Sixième Directive entrée en vigueur en 1978.

## En France
En France, le champ d'application de la TVA se définit de deux manières : d'une part, par les opérations imposables à la TVA et d'autre part, par les règles de territorialité.
La TVA est de loin la recette fiscale la plus importante en France, représentant la moitié du prélèvement fiscal. Elle représente une ressource environ trois fois plus importante que l'impôt sur le revenu. En 2013 les recettes de TVA se montaient à 141,2 milliards d'euros sur un total de recettes fiscales de 298,6 milliards d'euros.
En 2024, la prévision de recette de TVA pour l'ensemble des finances publiques est, en net, de 219,7 milliards d'euros (après retranchement de 83,5 milliards de remboursements et dégrèvements de TVA). Sur cette somme, 100,4 milliards iront abonder le budget général de l'État, 60,3 celui de la Sécurité Sociale, 4 iront à l'audiovisuel public à la suite de la suppression de la contribution à l'audiovisuel public et 55 seront transférés aux collectivités territoriales.

## Historique
C'est un impôt institué dans son principe en France par la loi du 10 avril 1954 à l'instigation de Maurice Lauré, haut fonctionnaire de la direction générale des Impôts : celui-ci propose d'éliminer les inconvénients liés aux divers impôts sur la consommation. Ceux-ci — qu'il s'agisse de la taxe sur le prix de vente payé par les consommateurs ou de la taxe sur le chiffre d’affaires payée par les entreprises — sont en effet très critiqués pour leurs effets dits « de cascade ». Maurice Lauré propose donc de les remplacer par un impôt plus moderne, à vocation unique : la TVA.
L'assiette de celle-ci est par construction plus rationnelle puisque chaque stade de la filière production-consommation n'est imposé que sur « la seule valeur ajoutée constituée à ce stade », d'où l'importance des déductions, c'est-à-dire la TVA payée en amont. À chaque stade du processus seule la valeur ajoutée doit en définitive être taxée.
Cet impôt moderne n'est mis en œuvre que timidement, dans les débuts ce n'est qu'une taxe à la production de biens avec un régime embryonnaire de déduction. Le choc politique de 1958 provoque son application progressive à l'ensemble des biens et services. On peut dater l'achèvement de cet impôt sophistiqué sur la consommation à 1967. À l'étranger, elle fait rapidement le tour du monde et se trouve adoptée par de nombreux pays notamment au sein de l'Union européenne. 
La France a un taux moyen de TVA en 2015 inférieur à celui de l'Union européenne. L'application de la TVA est caractérisée par sa complexité (dans la réalité « pas moins de 10 taux de TVA différents et 150 mesures dérogatoires ») que dénonce la Cour des comptes.
En mars 2012, une loi de finances présentée par le gouvernement François Fillon fait passer le taux normal de la TVA de 19,6 % à 21,2 % au 1er octobre 2012, parallèlement à une diminution de cotisations sociales (« TVA sociale »). Après l’élection présidentielle de la même année, une loi de finances présentée par le gouvernement Jean-Marc Ayrault annule cette augmentation. Quelques mois plus tard, après la remise du rapport sur la compétitivité française et la mise en place du crédit d'impôt pour la compétitivité et l'emploi (CICE), une loi de finances fait passer le taux normal de la TVA de 19,6 % à 20 % au 1er janvier 2014.

### Historique des taux
Voici un tableau de synthèse concernant l’historique des différents taux de TVA en France métropolitaine :
|                                    | 1968  | 1969  | 1970  | 1972  | 1977  | 1982  | 1988  | 1989  | 1990  | 1992  | 1995  | 2000  | 2012  | 2014  |
| ---------------------------------- | ----- | ----- | ----- | ----- | ----- | ----- | ----- | ----- | ----- | ----- | ----- | ----- | ----- | ----- |
| Taux particulier (ou super réduit) | Néant | Néant | Néant | Néant | Néant | 5,5   | 5,5   | 2,1   | 2,1   | 2,1   | 2,1   | 2,1   | 2,1   | 2,1   |
| Taux réduit                        | 6,0   | 7,0   | 7,5   | 7,0   | 7,0   | 7,0   | 7,0   | 5,5   | 5,5   | 5,5   | 5,5   | 5,5   | 5,5   | 5,5   |
| Taux intermédiaire                 | 13,0  | 15,0  | 17,6  | 17,6  | Néant | Néant | Néant | Néant | Néant | Néant | Néant | Néant | 7,0   | 10,0  |
| Taux normal                        | 16,66 | 19,0  | 23,0  | 20,0  | 17,6  | 18,6  | 18,6  | 18,6  | 18,6  | 18,6  | 20,6  | 19,6  | 19,6  | 20,0  |
| Taux majoré                        | 20,0  | 25,0  | 33,33 | 33,33 | 33,33 | 33,33 | 28,0  | 25,0  | 22,0  | 18,6  | Néant | Néant | Néant | Néant |

Le graphique qui aurait dû être présenté ici ne peut pas être affiché car il utilise l'ancienne extension Graph, désactivée pour des questions de sécurité. Des indications pour créer un nouveau graphique avec la nouvelle extension Chart sont disponibles ici.

## Opérations soumises ou non à TVA
Il y a lieu de distinguer les opérations qui se situent hors du champ d'application de la TVA et les opérations qui, se trouvant dans le champ d'application de la TVA sont assujetties à la TVA ou en sont exonérées.
S'agissant des opérations hors du champ d'application de la TVA, il s'agit, globalement des opérations réalisées par les non-assujettis (article 4 de la 6e directive), tel que les personnes qui ne sont pas indépendantes (salariés) ou encore les organismes publics pour les opérations réalisées en tant qu'autorité publique. Il en est de même des opérations réalisées par les entreprises en "bon père de famille" (perception de dividendes) qui constituent des opérations hors du champ d'application de la TVA en raison de l'absence de contrepartie.
S'agissant des opérations situées dans le champ d'application de la TVA, il y a lieu de distinguer les opérations qui sont exonérées de TVA et les opérations imposables.

### Opérations soumises à la TVA
Les opérations sont imposables en vertu de leur nature ou de la qualité de leur auteur, le principe est assez simple : sont soumises obligatoirement à la TVA les livraisons de biens et les prestations de services qui relèvent d'une activité économique effectuée à titre onéreux par un assujetti agissant en tant que tel (art 256 et suivants du CGI).
Il faut ici comprendre livraison au sens juridique transfert de propriété, et par conséquent l'on entend par livraisons de biens toutes les opérations de ventes de bien corporels ; par prestations de services l'on entend toutes les opérations autres que la vente de bien corporels (transports, travaux d'études, expertises...). La notion d'activité économique quant à elle embrasse un secteur très large, le secteur des opérations du marché économique, que ce soit la production, le commerce ou les services. Par à titre onéreux, on entend les opérations conclues en échange d'une contrepartie, mais pas forcément monétaire, en effet le troc est lui aussi touché par la TVA. Pour finir, la notion d'assujetti désigne toutes les personnes physiques ou morales qui effectuent de manière indépendante, que ce soit de manière habituelle ou occasionnelle, des opérations touchées par la TVA.
Ensuite viennent les opérations imposables en vertu d'une disposition expresse du législateur. L'article 257 du Code général des impôts contient une liste d'opérations qui sont imposable à la TVA bien que ne répondant pas à la définition de principe ci-dessus. Sont en particulier visées par cet article les livraisons à soi-même, par exemple une société de fabrication de bureaux qui pour les besoins de l'entreprise livrerait des meubles à titre gratuit au siège de la société. Cette opération est obligatoirement soumise à la TVA. D'autre part cette catégorie vise aussi la production et la vente d'immeubles neufs.
Certaines opérations sont soumises à la fois à la TVA, ainsi qu'à leur déduction. C'est le cas d'une vente à soi-même dans le but d'augmenter les immobilisations d'une société.

### Opérations exonérées de TVA
Inversement, certaines opérations sont exonérées de TVA. On distingue :
- les opérations non assujetties par nature (par exemple les prêts, les actes médicaux, les achats auprès d'organismes publics non assujettis).
- les opérations normalement imposables mais exclues par le législateur. Cette deuxième catégorie regroupe principalement les opérations d'exportation et les livraisons intracommunautaires (ventes hors du territoire national), afin de favoriser la compétitivité des produits vendus à l'étranger : on parle désormais d’exportations lorsque le client est situé dans un pays tiers (hors de la Communauté européenne) (article 262-I et II-1° du CGI[8]), et de livraisons intracommunautaires s'il est situé dans l'un des pays membres, hors France (article 262 ter du CGI[9]). Le principe : la TVA est perçue dans le pays de la mise à la consommation. Certains territoires dépendant d'un pays de la communauté sont malgré tout considérés à l'équivalent de pays tiers dans le cadre de la TVA. À noter que les entreprises exportatrices peuvent malgré tout déduire la TVA qu'elles payent sur leurs achats.
- les transports aériens ou maritimes de voyageurs en provenance ou à destination de l'étranger ou des territoires et départements d'outre-mer, les transports ferroviaires de voyageurs en provenance et à destination de l'étranger ainsi que les transports par route de voyageurs étrangers en provenance et à destination de l'étranger, circulant en groupe d'au moins dix personnes[10].
- les biens d'occasion vendus par des particuliers, œuvres d'art (sous certaines conditions[11]), objets de collection et d'antiquité (art 297A et suivants du CGI).
- les services d'assurances, les loyers de particuliers et les timbres.

### Opérations soumises à option
Il existe enfin des opérations soumises sur option à la TVA : certaines activités ne sont pas soumises à la TVA selon les règles du droit commun de la TVA, mais les organismes ou les personnes qui les réalisent sont autorisés à se soumettre volontairement à ce régime. Ils y trouvent intérêt car ils peuvent ainsi récupérer la TVA qu'ils payent habituellement sur leurs achats, ce qu'ils ne pouvaient faire tant qu'ils ne collectaient pas la TVA.
Certains statuts de vendeurs (comme l'auto-entrepreneur et la micro-entreprise) entrent dans cette catégorie.

## Territorialité
Le territoire sur lequel s'applique la TVA comprend : la France continentale, la Corse, la principauté de Monaco, les eaux territoriales, le plateau continental, les départements de la Guadeloupe, de la Martinique et de La Réunion.
Cependant, ces  trois derniers départements sont, au même  titre  que  les  pays tiers, considérés comme des territoires d'exportation à l'égard de la France métropolitaine. La TVA n'est pas applicable aux départements de la Guyane et de Mayotte.
Les livraisons de biens au départ de la France métropolitaine pour la France métropolitaine sont soumises à la TVA. Les livraisons de biens au départ de la France vers l'étranger et les ex-DOM-TOM (départements d'outre-mer, collectivités territoriales d'outre-mer et Nouvelle-Calédonie) sont exonérées. À l'inverse, les importations, donc les livraisons de biens dont le lieu de départ est à l'étranger sont soumises à la TVA.
En matière de territorialité, des règles assez complexes s'appliquent aux prestations de services. La règle générale veut que le service soit soumis à la TVA française lorsque le prestataire du service est établi en France. Cette règle ne s'applique toutefois qu'à titre supplétif et ne s'applique que lorsqu'aucune exception n'est applicable. Ces exceptions sont essentiellement basées sur la nature du service ou l'identité (assujetti ou non du preneur). Il peut ainsi arriver qu'une entreprise française facture à une autre entreprise française des services sans que la TVA française ne doive être portée en compte. Ce serait par exemple le cas d'un architecte français facturant à un promoteur français la conception des plans d'un bâtiment devant être érigé à Bruxelles. Dans ce cas, c'est la TVA belge qui doit être portée en compte, car c'est l'endroit où est établi l'immeuble qui est déterminant pour localiser fiscalement l'opération.
Les opérations effectués en Guyane ne sont pas soumises à TVA. L'île de Saint-Barthélemy, bénéficie, de facto, d'exemption de la TVA sauf la TVA pour les opérations immobilières.

## Fonctionnement
Le mécanisme de fonctionnement de la TVA repose sur la TVA collectée à laquelle on soustrait la TVA déductible.

### TVA collectée
La TVA   collectée est celle que les assujettis facturent à leurs clients. Elle suit les règles relatives à la base d'imposition, au taux applicable et au fait générateur.
La base d'imposition de la TVA est définie par l'article 266 du Code général des impôts (CGI). La base d'imposition, selon cet article, est composée de toutes les sommes, valeurs, reçues ou à recevoir par le fournisseur ou le prestataire de services en contrepartie de la livraison ou de la prestation. Plus simplement la TVA doit être calculée sur l'ensemble du prix de vente du bien, en y ajoutant s'il y a lieu les frais de port et d'emballage. La TVA se calcule aussi sur les taxes annexes : la TVA sur l'électricité se calcule aussi sur la taxe municipale et la taxe départementale, alors que la TVA sur l'essence se calcule aussi sur la Taxe intérieure sur les produits pétroliers.
En revanche, ne constituent pas des éléments du prix imposable les réductions de prix (escomptes de caisse, rabais, remises, ristournes consentis directement aux clients).
Ainsi  sont  inclus  dans  la  base  d'imposition, outre  le  prix convenu, tous les impôts, taxes, droits et prélèvements de  toute nature, à  l'exception de  la TVA elle-même et tous les frais accessoires (frais de transport, frais d'assurance, frais d'emballage, etc.)
En France continentale, il existe quatre taux de TVA applicables :
Taux normalTaux à 20 % qui s'applique à toutes les opérations de ventes de biens ou de services excepté celles soumises par la loi à un autre taux, comme l'habillement, le tabac, l'essence, l'équipement électroménager, la consommation de gaz ou d'électricité, les bijoux, parfums, fournitures de bureau, brosses à dent, dentifrice, les CD, les DVD, certains rares médicaments, les services de réparations, de coiffures ;
Taux intermédiaireTaux à 10 % applicable depuis le 1er janvier 2014 pour certains produits de première nécessité jusqu'alors taxés à 7 % :
- Touristiques : hôtels classés de tourisme, villages de vacances, pensions, gîtes ruraux, agences de voyages
- Transport : transport public de voyageurs et taxis
- Culture : cinéma, manèges forains, entrée dans les musées ou monuments, entrée dans les parcs récréatifs illustrant un thème culturel, services de télévision par abonnement dans une offre unique (ne concerne pas les offres internet triple play qui sont au taux de 20 %). Les entrées dans les manifestations sportives sont taxées au taux de 20 %
- Vente à emporter ou restauration sur place dans les fast-foods, restaurants, hôtels, bars et cafés (hors alcool). Jusqu'au 30 juin 2009, il existait une distinction entre les ventes "sur place" (restaurants, fast-food avec consommation sur place) taxées à 19,6 % et les ventes des mêmes produits mais destinées à être emportés (par drive-in par exemple) qui relevaient du taux de 5,5 %. Le 1er juillet 2009, toutes ces opérations avaient été alignées par le bas, au taux de 5,5 %
- Sandwichs et salades vendues avec couverts
- Œuvres d'art, si l'auteur est vivant
- Immobiliers : travaux dans les logements sociaux, construction de logements-foyers, terrains à bâtir, travaux d'amélioration, de transformation ou d'aménagement et d'entretien des logements achevés depuis plus de 2 ans, et les matières premières s'y rapportant
- Tri des déchets, nettoyage des voies publiques
- Médicaux : la plupart des médicaments non remboursables
- Produits d'origine agricole, et à usage agricole (nourritures des animaux dans les fermes, par exemple)
- Bois de chauffage à usage particulier
- Ventes de fleurs.

Taux intermédiaireTaux à 7 % concernant l'ensemble des produits ci-dessus, entre le 1er janvier 2012 et le 1er janvier 2014. Il a été remplacé par le taux à 10 % à cette date.
Taux réduitTaux à 5,5 % pour les produits de première nécessité, de consommation courante ou pour favoriser certains secteurs. Bénéficient de ce taux les domaines économiques :
- Eau (en bouteille ou au robinet)
- Alimentaires : conserves, plats cuisinés, potages, desserts, produits diététiques, céréales, fruits, viandes, huiles, pâtes, sucre, confiserie, lait, boissons non alcoolisées à l'exception de certains « bonbons », en fonction de leur quantité de sucre et chocolats (chewing-gum par exemple), de la margarine et des graisses végétales et du caviar (taux de 20 %), des sandwichs et salades à emporter avec couverts (taux de 10 %).
- Produits pour femmes[14]
- Abonnements de gaz et d'électricité (mais la consommation est taxée à 20 %)
- Services d'aide à la personne pour les handicapés et appareillages pour handicapés ou diabétiques
- Repas pris en cantine scolaire
- Livres
- Théâtre et concerts
- L'ensemble des produits et services actuellement taxés à 10 % jusqu'au 31 décembre 2011.

Taux super-réduitTaux à 2,1 % considéré comme un taux particulier, qui ne concerne que très peu de catégories de biens :
- médicaments remboursables par la Sécurité sociale
- publications de presse quotidiennes et périodiques (sauf les publications à caractère pornographique (TVA à 20 %) et les publications avec un produit (TVA à 10 %))
- billetterie des 140 premières représentations théâtrales d'œuvres nouvellement créées ou présentées dans une nouvelle mise en scène
- redevance de la télévision.

En Corse, les taux de la TVA sont généralement les mêmes qu'en France continentale. Néanmoins, pour tenir compte du particularisme économique lié à l'insularité certains produits voient leurs taux réduits par rapport à ceux du continent :
- l'essence et les produits pétroliers ont un taux de TVA particulier de 13 %
- les travaux immobiliers, matériels agricoles, et l'électricité basse tension bénéficient d'un taux de TVA réduite à 8 %
- les biens bénéficiant de la TVA à 5,5 % en France métropolitaine bénéficient du taux de TVA super-réduite à 2,1 %
- Certaines représentations théâtrales, de cirque, ou la vente d'animaux à des non redevables bénéficient d'un taux à 0,9 %

D'autres taux réduits existent aussi pour les régions d'outre-mer. En Guadeloupe, à la Réunion et en Martinique, les opérations normalement taxées à 20 % bénéficient d'un taux réduit à 8,5 %. Comme pour la Corse, les opérations taxées normalement à 5,5 % le sont à 2,1 %. En Guyane et à Mayotte, aucune TVA ne s'applique.
Le fait générateur, régi par l'article 269 du CGI, est le fait par lequel sont réalisées les conditions légales nécessaires pour l'exigibilité de la taxe. Le fait générateur se produit au moment de la livraison, de l'achat, de l'acquisition intracommunautaire ou de la prestation de service. L'exigibilité correspond au droit que le Trésor public peut faire valoir auprès du redevable pour obtenir le paiement de la taxe. La taxe est exigible pour les livraisons, achats, et acquisitions intracommunautaires lors de la survenance du fait générateur. Elle intervient pour les prestations de services lors de l'encaissement du prix ou des acomptes.
La TVA sur les débits est celle exigible au moment de la facturation. Elle concerne essentiellement la vente de biens : la date retenue pour le fait générateur est celle du transfert de propriété ou de la mise à disposition du bien, autrement dit la date figurant sur la facture.
La TVA sur les encaissements est exigible au moment du paiement par le client. Elle s'adresse aux prestations de services et aux fournitures en continu (électricité, téléphone). Elle est exigible sur les paiements d'avance et les paiements intermédiaires. Un assujetti à la TVA sur les encaissements peut toujours opter pour la TVA sur les débits : la facture précédant souvent le paiement, il paiera la TVA plus tôt, mais sa gestion en sera simplifiée (TVA liée à la facture et non aux paiements) et ce mécanisme permettra à son client de déduire cette TVA dès réception de la facture.

### TVA déductible en France
Les assujettis à la TVA bénéficient de la possibilité de déduire la TVA qu'ils ont supporté sur leurs achats de biens ou de services nécessaires à leurs activités. Ce mécanisme a été mis en place afin que la TVA reste neutre pour les entreprises assujetties de manière à ne pas rajouter une charge fiscale supplémentaire et surtout pour que cette taxe porte effectivement sur la valeur ajoutée.
Si l'entreprise doit collecter la TVA sur les ventes qu'elle réalise, elle a le droit de déduire celle que lui facturent ses fournisseurs. Pour bénéficier de la déduction, il faut réunir un certain nombre de conditions :
- Conditions de forme : la déduction de TVA doit être justifiée par les factures relatives aux achats donnant droit à la déduction. La facture doit comporter plusieurs mentions obligatoires dont les plus importantes sont : le prix HT, le montant de TVA, les taux appliqués. En outre la facture doit correspondre à une opération réelle.
- Conditions de fond : pour bénéficier de cette déduction, la condition la plus importante est d'être redevable de la TVA ou d'être assimilé à un redevable (entreprise d'export par exemple). De plus la TVA n'est déductible que si les biens concernés sont affectés à la production ou au fonctionnement de l'exploitation. Par exemple, un chef d'entreprise individuelle qui exploite son activité dans sa maison ne peut déduire la TVA afférente à ses dépenses que sur la partie des dépenses professionnelles.
- Conditions de délai : la déduction n'est normalement valable que pour le versement du mois au cours duquel l'opération a été effectuée. A contrario, on ne peut déduire par anticipation une dépense à venir, par exemple le paiement d'un prestataire de service à la fin de sa prestation. Pour résumer, la règle est que la TVA déductible au titre des opérations d'achats de biens ou de services d'un mois donné s'impute sur le montant de TVA collectée au cours du même mois. Il y a cependant possibilité de régulariser la TVA dans les deux années après création du fait générateur.

Certaines opérations, bien que donnant normalement droit a une déduction de TVA, en sont exclues par disposition expresse du législateur selon l'article 206 annexe 2 au Code Général des Impôts. Il en est ainsi des dépenses de logement des dirigeants ou membres du personnel, de transport de personnes, des voitures particulières et des produits pétroliers (des assouplissements existent pour ces deux dernières catégories). Une deuxième catégorie de dépenses ne donne pas droit à des déductions, ce sont les biens achetés en vue de les donner ou de les vendre à un prix très bas par rapport aux prix habituels (cadeaux de promotion). Là encore des assouplissements ont été mis en place, en particulier pour les cadeaux de faible valeur.

### TVA nette à payer
Tous les mois, l'entreprise reverse au Service des impôts des entreprises (SIE) la TVA qu'elle a collectée auprès des clients. Elle en déduit la TVA qu'elle a payée à ses fournisseurs et reverse la différence au SIE. Quand le montant de TVA collectée est supérieur au montant de TVA déductible, on parle de TVA nette à payer. En revanche si la TVA déductible est plus importante que la TVA collectée, l'entreprise a ce qu'on appelle un crédit de TVA. Deux solutions s'offrent à elle :
- Soit le crédit de TVA sera déduit de la TVA à verser sur la prochaine CA3 ou sur le prochain acompte;
- Soit l'entreprise peut demander au SIE de lui rembourser ce crédit. Le remboursement est possible lorsque la TVA collectée est systématiquement plus faible que la TVA déduite, cas fréquent pour les entreprises exportatrices, ou quand le crédit va durer longtemps, à la suite d'un gros investissement par exemple.

Concrètement, l'entreprise note le montant de la TVA collectée et de la TVA déductible sur un imprimé-type appelé CA3 qu'elle renvoie au SIE vers le 20 du mois suivant accompagnée du chèque de la TVA nette à payer.
Dans le cas des petites entreprises, le fisc simplifie la déclaration en faisant payer chaque trimestre un acompte de TVA qui sera régularisé en fin d'année quand les résultats réels seront connus.
En France depuis 2001, il est possible de télétransmettre sa TVA en EFI (échange de formulaires informatisé) ou EDI (échange de données informatisé) à la norme EDIFACT. En EFI, il est possible de déclarer et payer sa TVA sur internet en utilisant le compte fiscal des professionnels. À compter du 1er octobre 2010, les entreprises ayant un chiffre d’affaires hors taxes supérieur à 500 000 euros seront soumises à l’obligation de télédéclarer leur TVA et de télérégler les montants dus au titre de la TVA.
Depuis août 2007 la DGFiP met à disposition gratuitement un certificat numérique à l'attention de tous les professionnels qui télédéclarent leur TVA. Ce certificat est utilisable et destiné uniquement aux téléprocédures fiscales des professionnels.
Pour les entreprises dont le chiffre d’affaires est inférieur à 32 000 €, une exonération de TVA est possible. On appelle cela le régime en franchise de base : la TVA ne doit donc pas figurer sur les factures. Entre 32 000 et 320 000 €, c'est le régime réel simplifié qui s'applique : le paiement se fait chaque trimestre. Au delà, le paiement doit se faire mensuellement.

### TVA à l'importation
L'importation d'une marchandise en provenance d'un pays tiers à l'Union européenne ou d'un département ou d'un territoire d'outre-mer constitue un fait générateur de TVA. La taxe est alors acquittée par l’importateur ou son représentant (commissionnaire en douane agréé, encore appelé "transitaire") auprès de l'administration des douanes.
Le total des opérations d'un redevable est globalisé sur un mois. En France, il peut être payé jusqu'au 25 du mois suivant sous la forme d'une échéance unique. Ce paiement s'effectuera donc après qu'il aura été déduit de la TVA collectée sur le formulaire CA3 adressé au service des impôts des entreprises, afin d'optimiser la trésorerie des entreprises.
Le paiement de la TVA à la douane peut être suspendu sous la forme de la procédure AI2. En fonction des ventes à l'étranger (Union européenne et pays tiers) effectuées l'année précédente, un contingent d'achat en franchise est alloué à un importateur pour ses biens importés qu'il envisage de livrer dans d'autres États membres de l'Union européenne ou d'exporter.

### Base de calcul et montant de la TVA
Actuellement, trois taux principaux existent en France. Le taux normal de 20 % qui concerne la majorité des ventes de biens et des prestations de services. Le taux réduit de 5,5 % applicable aux produits d’alimentation, à certains produits agricoles, aux transports de voyageurs, à la majorité des spectacles, au secteur du livre à certains travaux réalisés dans l’habitation principale et depuis le 1er juillet 2009 à l’ensemble de la restauration hors boissons alcoolisées. Enfin, le taux particulier de 2,1 % réservé aux médicaments remboursables par la sécurité sociale, aux ventes d’animaux vivants de boucherie et de charcuterie à des non assujettis, à la redevance télévision, à certains spectacles et aux publications de presse inscrites à la Commission paritaire des publications et agences de presse.

## Effets économiques d’une baisse ciblée de la TVA
La baisse de la TVA dans certains secteurs de l’économie est souvent une revendication des professionnels. Pour exemple, la baisse de la TVA dans la restauration, obtenue en 2009 après sept ans de négociations entre le pouvoir français et Bruxelles. Une mesure similaire avait été prise dans le secteur du bâtiment pour les travaux de rénovation et d’amélioration des logements privés achevés depuis plus de deux ans.

### Effets sur l'emploi
Un des arguments avancés à l’époque, et défendu dans les rapports d’évaluation français, était la création d’emplois dans des secteurs nécessitant traditionnellement une forte quantité de main d’œuvre. On estime que la mesure avait permis la création de 40 000 emplois au minimum dans le secteur du bâtiment. Ces effets potentiels sur la création d’emploi ont été mis en avant par les organisations professionnelles du secteur de la restauration pour demander à leur tour une baisse ciblée sur la restauration traditionnelle, afin d’harmoniser ce taux avec celui en vigueur dans la restauration à emporter depuis plus de dix ans. Ils s'étaient d'ailleurs engagés à créer 40 000 emplois sur deux ans si la mesure était appliquée.
Cependant, les effets d'une telle baisse sur l'emploi sont faibles : une des études les plus exhaustives, publiée par le Copenhagen Institute, concluait à l’absence d’effet majeurs évidents, avec un effet plus marqué sur l’emploi dans les secteurs à fort besoin de main d’œuvre.
En 2010, une étude menée par l'association de consommateurs CLCV conclut, un an après la mise en place de la TVA à 5,5 % dans la restauration, que l'effet promis sur les prix et l'impact sur l'emploi et les salaires « n'est pas de nature à compenser le gain obtenu par la profession » et demande sa suppression. En effet, entre 2009 et 2012, la réduction de TVA n'a permis de créer que 6 000 à 9 000 emplois par an. Avec un coût de plus de trois milliards d'euros annuel au budget de l'État les premières années, cela représente un budget par emploi créé 5 à 6 fois supérieur aux aides traditionnelles à l'embauche.

### Effets redistributifs
Comme pour tout impôt, les effets de la TVA doivent également être regardés du point de vue de la redistribution. Appliquer un taux de TVA de 10 % dans la restauration procure, selon la Cour des comptes, un avantage moyen de 11 euros par an pour les 10 % des ménages les plus modestes contre 121 euros pour les 10 % des foyers les plus riches. La TVA à taux plein dans ce secteur permet donc une redistribution beaucoup plus importante.

## Recettes et affectation
| Année                                          | 2016 | 2017    | 2018    | 2019    | 2020    |
| ---------------------------------------------- | ---- | ------- | ------- | ------- | ------- |
| Montant brut pour le budget de l’Etat          |      | 205 750 | 211 655 | 188 588 | 187 190 |
| Remboursement et dégrèvement                   |      | 53 332  | 54 916  | 59 732  | 61 111  |
| Montant net budget de l’Etat                   |      | 152 418 | 156 728 | 129 216 | 126 078 |
| Montant brut collecté pour la sécurité sociale |      | 11 500  | 10 200  | 43 000  | 50 000  |
| Montant brut collecté pour les régions         |      | /       | 4 200   | 4 300   | 4 400   |

| Année                                         | 2021    | 2022    | 2023    | 2024 |
| --------------------------------------------- | ------- | ------- | ------- | ---- |
| Montant brut Totale                           | 249 800 | 273 400 | 286 000 |      |
| Remboursements et dégrèvements                | −63 000 | −70 700 | −77 600 |      |
| TVA nette totale                              | 186 700 | 202 700 | 208 400 |      |
| Transfert à la sécurité sociale               | −53 800 | −57 400 | −57 300 |      |
| Transfert aux collectivités locales           | −37 400 | −40 900 | −52 100 |      |
| Transfert contribution à l’audiovisuel public | /       | −3 600  | −3 800  |      |
| TVA nette revenant à l’État                   | 95 500  | 100 800 | 95 200  |      |

### La TVA parmi les prélèvements obligatoires
La TVA est le premier prélèvement obligatoire en termes de recettes.

### Affectation
La commission des Finances du Sénat publie en novembre 2023 un rapport qui met en évidence l'effondrement de près de moitié depuis 2018 du poids de la TVA dans les recettes de l'État. Les recettes de TVA continuent à augmenter, mais l'État cède une part croissante de ces recettes à d'autres administrations : alors qu'en 2017 il en conservait 90 %, sa part est tombée à 45 % dans le budget 2024. Les baisses d'impôt effectuées sous la présidence d'Emmanuel Macron ont été compensées part des cessions de parts de TVA : suppression de la taxe d'habitation, de la redevance télé, extinction progressive de la cotisation sur la valeur ajoutée des entreprises. Ce processus devrait se poursuivre : en 2025, la Sécurité sociale, qui touche déjà plus d'un quart des recettes, devrait se voir attribuer une fraction supplémentaire pour compenser les déficits des régimes spéciaux de retraite, après leur intégration au régime général

#### Remboursement et dégrèvements
Le montant brut collecté en 2017 par l’État est de 205,750 milliards d’euros auquel il faut retirer 53 milliards de remboursement et dégrèvement au profit d’entreprises collectrices. Le montant net versé au budget de l’État est donc de 152,418 milliards d’euros, en progression de près de 3 % chaque année.

#### Affectation aux organismes de Sécurité sociale
Chaque année une part de la TVA collectée par l’État est transférée à la sécurité sociale permettant de compenser les baisses d’impôts ou cotisations perçues par ces dernières. Le projet de loi de finances de 2020 prévoit un transfert de près de 50 milliards d’euros vers la sécurité sociale. Les flux transférés à la sécurité sociale devait baisser entre 2020 et 2022 d’après le Projet de loi de finances de la sécurité sociale 2018, mais cette mesure a été annulé lors du projet de loi 2020.

#### Affectation aux collectivités territoriales
Depuis 2018, une part de la TVA est affectée aux régions, en remplacement de la dotation globale de fonctionnement.
À partir de 2021, une part de la TVA sera affectée aux EPCI en compensation de la suppression de la taxe d'habitation, et aux départements, en compensation de la taxe foncière sur les propriétés bâties (TFPB). Si cette mesure permet de dynamiser leurs recettes fiscales, suivant l'évolution de la TVA, elle amoindrit cependant leur autonomie financière, en ce que ces collectivités perdent leur pouvoir de taux. Ainsi, le transfert de la TVA réduirait l’autonomie fiscale des EPCI de 54 % à 35 %, et celle des départements de 76 % à 0 %,.
Une part additionnelle de la TVA sera également affectée aux régions en compensation de la suppression de la cotisation sur la valeur ajoutée des entreprises (CVAE).

## Particularités
Depuis le 1er janvier 2015, le taux qui s'applique lors d'un achat d'un produit virtuel par internet est celui de l'acheteur et pas celui du vendeur (la loi prend en compte le lieu d'hébergement du site internet et pas le lieu de l'entreprise) .